# Peripeplus
Peripeplus là một chi thực vật có hoa trong họ Thiến thảo (Rubiaceae).

## Loài
Chi Peripeplus gồm các loài: